# Logi Már Einarsson
Logi Már Einarsson (Akureyri, 21 de agosto de 1964) é um político islandês da Aliança Social Democrática.